# Hogna perspicua
Hogna perspicua là một loài nhện trong họ Lycosidae.
Loài này thuộc chi Hogna. Hogna perspicua được Carl Friedrich Roewer miêu tả năm 1959.